# Sichotealiński Rezerwat Biosfery
Sichotealiński Rezerwat Biosfery (ros. Сихотэ-Алинский государственный природный биосферный заповедник имени К.Г. Абрамова) – ścisły rezerwat przyrody (zapowiednik) w Kraju Nadmorskim w Rosji. Znajduje się w rejonach: tierniejskim, krasnoarmiejskim i miejskim Dalniegorskim, a jego obszar wynosi 4 014,28 km² (w tym 29 km²  Morza Japońskiego). Rezerwat został utworzony decyzją Wszechrosyjskiego Centralnego Komitetu Wykonawczego z dnia 10 lutego 1935 roku. W 1979 roku otrzymał status rezerwatu biosfery UNESCO, a w 2001 roku został wpisany na Listę Światowego Dziedzictwa UNESCO. W 2018 roku do listy dopisano, leżący w pobliżu, Park Narodowy „Bikin”  i od tej pory rezerwat i park narodowy figurują na Liście Światowego Dziedzictwa UNESCO pod wspólną nazwą „Środkowy Sichote-Aliń”. Dyrekcja rezerwatu znajduje się w miejscowości Tierniej.

Mapa rezerwatu

## Opis
Rezerwat znajduje się w centralnej części gór Sichote-Aliń, ciągnących się wzdłuż wybrzeża Morza Japońskiego od Zatoki Ussuryjskiej na południu do ujścia rzeki Amur na północy. Najwyższy punkt rezerwatu ma wysokość 1598 metrów (szczyt Głuchomanka). Wybrzeże Morza Japońskiego stanowią strome, sięgające kilkuset metrów, klify. Głównym zadaniem rezerwatu jest ochrona nienaruszonych ekosystemów gór Sichote-Aliń, a także rzadkich gatunków fauny – przede wszystkim tygrysa syberyjskiego i gorala długoogonowego.

## Flora
Prawie całe terytorium rezerwatu zajmują naturalne lasy (97% powierzchni). Szata roślinna charakteryzuje się wyraźnym podziałem na strefy wysokościowe: od pasa przybrzeżnego lasów dębowych po stanowiska sosny karłowej i obszary tundry górskiej. Rosną tu lasy sosnowe (sosna koreańska), jodłowo-świerkowe (z udziałem reliktowego różanecznika krótkoowocowego i gatunku kolcosiła – Oplopanax elatus), lasy dębowo-brzozowe oraz niewielkie zagajniki cisu japońskiego.
W rezerwacie występują: 1094 gatunki roślin naczyniowych, 295 gatunków mszaków, 630 gatunków porostów, 817 gatunków glonów, 1320 gatunków grzybów. 

## Fauna

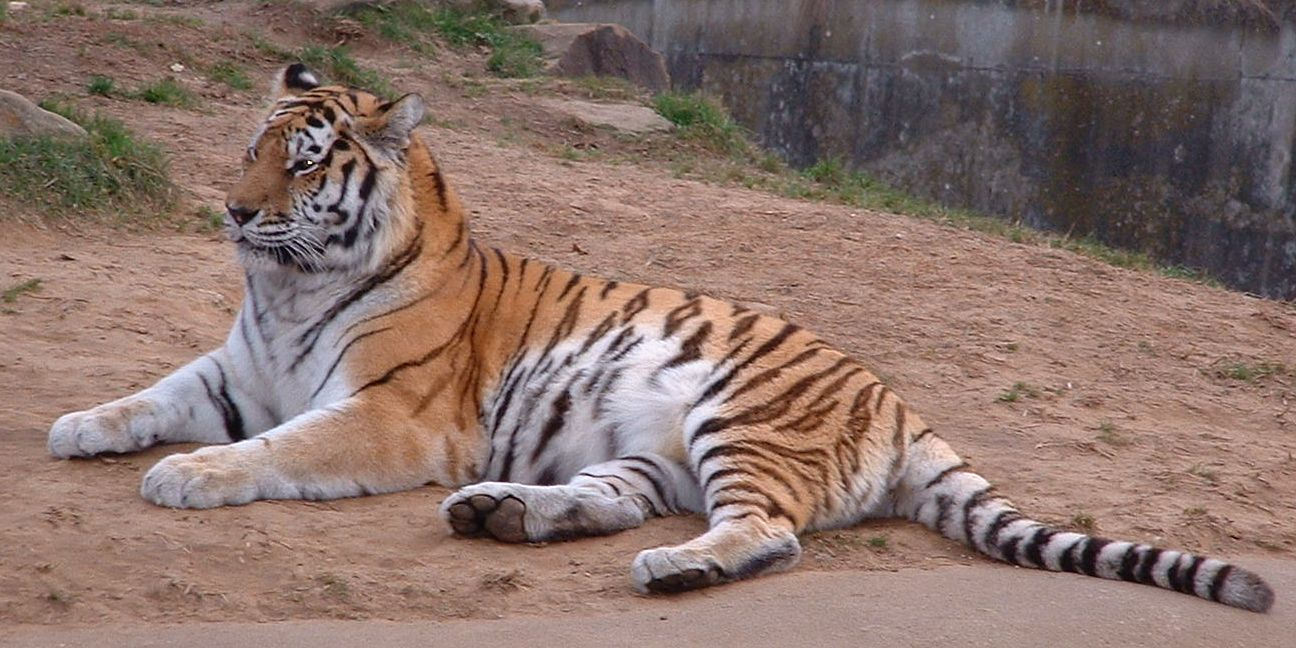
Tygrys syberyjski

Rezerwat jest domem dla: 48 gatunków ssaków lądowych (z czego 12 gatunków znajduje się w Czerwonej księdze gatunków zagrożonych – IUCN), 11 gatunków ssaków morskich (8 z nich znajduje się w Czerwonej księdze gatunków zagrożonych), 390 gatunków ptaków, 9 gatunków gadów, 5 gatunków płazów, 93 gatunków ryb (zamieszkujących  wody morskie i śródlądowe).

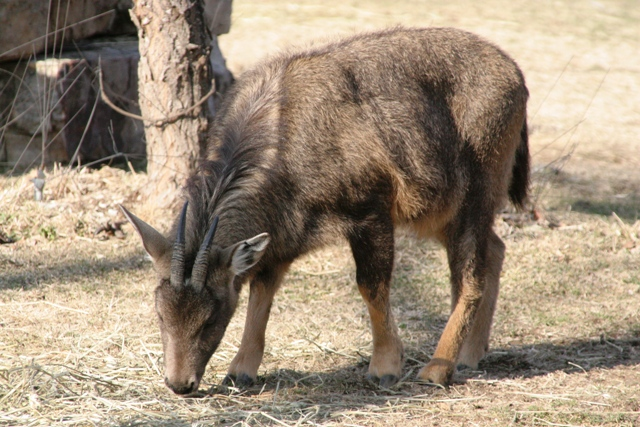
Goral długoogonowy

Oprócz tygrysa syberyjskiego i gorala długoogonowego żyją tu też m.in.: niedźwiedzie brunatne, niedźwiedzie himalajskie, sobole tajgowe, kuny żółtogardłe, łasice syberyjskie, norki amerykańskie, jelenie wschodnie, podgatunek kotka bengalskiego – Prionailurus bengalensis euptilurus, dziki euroazjatyckie, piżmowce syberyjskie, sarny syberyjskie, zające mandżurskie, jenoty azjatyckie, borsuki azjatyckie, wilki syberyjskie, rosomaki tundrowe, a także takie płazy i gady jak: zaskroniec japoński, zaskroniec tygrysi, połoz amurski, węże z gatunku Gloydius saxatilis, kątoząb syberyjski, kumak dalekowschodni.
Z ptaków występują w rezerwacie m.in.: bielik, kania czarna, rybołów, orzeł przedni, sokół wędrowny, czapla siwa, żuraw mandżurski, żuraw stepowy, nurogęś, puchacz japoński, borowiak syberyjski.
W morzu żyją m.in.: foki plamiste, uchatki grzywiaste i osiem gatunków waleni.

## Klimat
Klimat rezerwatu ma wyraźny charakter monsunowy, co objawia się zmianą kierunku wiatru zimą i latem. Warunki klimatyczne są bardzo zróżnicowane w różnych częściach rezerwatu. Różnica jest szczególnie widoczna na wschodnich i zachodnich stokach Sichote-Aliń.
Klimat stoków wschodnich charakteryzuje się dużą wilgotnością. Tutaj w pierwszej połowie lata przeważają wiatry morskie, którym zawsze towarzyszy gwałtowne ochłodzenie z mgłami i długotrwałymi deszczami. Zachodnie zbocza mają bardziej kontynentalny klimat. Średnia miesięczna temperatura stycznia na wschodnich stokach wynosi -12 °C, natomiast na zachodnich – -23 °C; średnia temperatura lipca to odpowiednio – +15 °C i +19 °C.